# Pachyrhabda acroscia
Pachyrhabda acroscia är en fjärilsart som beskrevs av Turner 1941. Pachyrhabda acroscia ingår i släktet Pachyrhabda och familjen plattmalar. Inga underarter finns listade i Catalogue of Life.